# Парламенти на държавите в ЕС по депутати
- Парламентите в ЕС по брой депутати
- Парламент на Франция (920 = 577 депутати + 343 сенатори)
- Парламент на Италия (945)
- Парламент на Испания (614)
- Генерални щати на Нидерландия (225)
- Парламент на Полша (460)
- Федерален парламент на Белгия (221)
- Парламент на Швеция (349)
- Парламент на Австрия (245)
- Парламент на Дания (179)
- Гръцки парламент (300)
- Парламент на Финландия (200)
- Парламент на Португалия (230)
- Парламент на Ирландия (226)
- Парламент на Чехия (281)
- Парламент на Унгария (386)
- Народно събрание на България (240)
- Парламент на Латвия (100)
- Парламент на Естония (101)
- Парламент на Малта (69)